# 懷廷 (緬因州)
懷廷（英語：Whiting）是一個位於美國緬因州華盛頓縣的鎮。

## 人口
根據2020年美國人口普查的數據，懷廷的面積為134.86平方千米，當中陸地面積為121.06平方千米，而水域面積為13.80平方千米。當地共有人口482人，而人口密度為每平方千米4人。